# 戴氏副獅子魚
戴氏副獅子鱼，为輻鰭魚綱鮋形目杜父魚亞目狮子鱼科的其中一種。分布於南冰洋的羅斯海海域，屬深海底棲性魚類，棲息在水深500至800公尺的海域，體長可達19.5公分，生活習性不明。